# Michael Mittermeier
Michael Mittermeier (Dorfen, 3 aprile 1966) è un comico e attore tedesco.

## Biografia
Principalmente noto come comico, è anche stato doppiatore nel film Maga Martina e il libro magico del draghetto in cui dà la voce al drago Ettore.

### Vita privata
È sposato dal 1998 con la cantante Gudrun Allwang da cui ha avuto una figlia, Lily.